# こぼれおちるもの
『こぼれおちるもの』（英題：THE SHADOW OF THE MOON）は、橘いずみの4枚目のオリジナル・アルバム。1994年6月22日にSony Recordsから発売された。規格品番はSRCL 2924。

## 解説
前作『太陽が見てるから』から5か月という異例の速さで発表された。橘いずみが全楽曲を書き、編曲を音楽プロデューサー兼ディレクターの須藤晃と共同制作。当初、『太陽が見てるから』と2枚組アルバムとして制作された。
2013年7月24日にソニー・ミュージックダイレクトからダウンロード配信された。

## 収録曲
| 全作詞・作曲: 橘いずみ、全編曲: 橘いずみ & 須藤晃。 |                            |          |            |      |
| #                                                   | タイトル                   | 作詞     | 作曲・編曲 | 時間 |
| 1.                                                  | 「上海バンドネオン」       | 橘いずみ | 橘いずみ   | 5:39 |
| 2.                                                  | 「DARK ZOO」               | 橘いずみ | 橘いずみ   | 4:17 |
| 3.                                                  | 「永遠のパズル」           | 橘いずみ | 橘いずみ   | 5:02 |
| 4.                                                  | 「砂場の太平洋」           | 橘いずみ | 橘いずみ   | 4:56 |
| 5.                                                  | 「指定席」                 | 橘いずみ | 橘いずみ   | 5:21 |
| 6.                                                  | 「リフレッシュ・ホリデイ」 | 橘いずみ | 橘いずみ   | 4:25 |
| 7.                                                  | 「ズレテル」               | 橘いずみ | 橘いずみ   | 4:52 |
| 8.                                                  | 「アドバイス」             | 橘いずみ | 橘いずみ   | 5:24 |
| 9.                                                  | 「ボタン」                 | 橘いずみ | 橘いずみ   | 4:28 |
| 10.                                                 | 「こぼれおちるもの」       | 橘いずみ | 橘いずみ   | 7:36 |
| 合計時間:                                           | 合計時間:                  | 52:14    |            |      |

## 楽曲解説
1. 上海バンドネオン
7thシングル。
2. DARK ZOO
3. 永遠のパズル
6thシングル。フジテレビ系ドラマ『この愛に生きて』主題歌。
4. 砂場の太平洋
5. 指定席
6. リフレッシュ・ホリデイ
7. ズレテル
8. アドバイス
9. ボタン
6thシングルのC/W曲。
10. こぼれおちるもの

## ミュージシャン
All Played by 橘いずみ & 須藤晃
- 橘いずみ
- 須藤晃